# Agrothereutes grapholithae
Agrothereutes grapholithae là một loài tò vò trong họ Ichneumonidae.